# Christian Graf von Krockow
Christian von Krockow (ur. 26 maja 1927 w Rumsku (Pomorze), zm. 13 marca lub 17 marca 2002 w Hamburgu) – niemiecki politolog, historyk, pisarz i publicysta.

## Życiorys
Urodził się w rodzinie niemieckiej szlachty na Pomorzu Gdańskim. W 1910 jego przodek Wilhelm von Krockow z Rumska z linii Krockow-Ossecken kupił wieś Klęcino. Christian był synem Otto Christopha von Wickerana Grafa von Krockow. Miał troje rodzeństwa: urodzoną w 1916 w Rumsku siostrę Libussę oraz dwóch braci, którzy polegli w trakcie II wojny światowej: Klaus-Wilhelm we wrześniu 1939 pod Warszawą (służył w Wehrmachcie), Hans-Kaspar w 1945 (walczył w polskiej armii). Rodzina po utracie majątku w 1945 zdołała uciec do Hamburga. Christian von Krockow w czasie wojny przebywał w Świnoujściu, był pomocnikiem przy działach przeciwlotniczych. Od zimy 1944 przebywał w Słupsku jako rekrut, a następnie, do momentu kapitulacji Niemiec, był w niewoli. Po wojnie wyjechał do Niemiec zachodnich.
W latach 1947–1954 studiował socjologię, filozofię i prawo publiczne na uniwersytecie w Getyndze oraz na uniwersytecie w Durham. W roku 1955 obronił w Getyndze pracę doktorską zatytułowaną Der Dezisionismus bei Ernst Jünger, Carl Schmitt und Martin Heidegger, seine soziale Funktion und seine sozialtheoretische Bedeutung.
W latach 1961–1969 był profesorem nauk politycznych w Getyndze, Saarbrücken oraz we Frankfurcie.
Na emeryturze przeniósł się do Hamburga. Pracował jako niezależny badacz i dziennikarz w Getyndze. Kilka razy wyjeżdżał do ZSRR (1962, 1964, 1969 i 1971), odwiedził Japonię, Meksyk i USA. 
Podobnie jak hrabina Marion Dönhoff był jednym z pionierów pojednania Niemiec z Polską. Był krytyczny wobec uwielbienia dla cech uważanych za pruskie i wychwalanych przez badaczy, zachęcał do refleksji nad wartościami i celami, jakimi się kieruje człowiek. 
Opublikował m.in. cenione biografie cesarzy niemieckich – Fryderyka II i Wilhelma II, a także biografię organizatora zamachu na Adolfa Hitlera – Clausa von Stauffenberga. Książki te odniosły duży sukces wydawniczy. W Polsce szczególnym uznaniem cieszyły się spisane przez niego – dwukrotnie publikowane (Wydawnictwo CDN, Warszawa 1990; Agencja Wydawnicza „Tu”, Warszawa 1995) – wspomnienia jego starszej siostry Libusse, zatytułowane Czas Kobiet. Wspomnienia z Pomorza 1944–1947 według relacji Libussy Fritz-Krockow (ISBN 83-902971-1-6). Opublikowane zostały również jego eseje Niemcy – ostatnie sto lat oraz Myśląc o Prusach. Pierwszy raz po wojnie w rodzinne strony przyjechał latem 1984. Wrażenia zawarł w książce Podróż na Pomorze, która nie doczekała się polskiego wydania.
Zmarł na zawał serca.

## Publikacje
- Begegnung mit Ostpreußen
- Otto von Bismarck (Biografia) (1997)
- Churchill (Biografia) (1999)
- Der deutsche Niedergang. Ein Ausblick ins 21. Jahrhundert (1998)
- Die Elbreise
- Erinnerungen
- Fahrten durch die Mark Brandenburg (1991)
- Die preußischen Brüder
- Die Reise nach Pommern (1985) (ISBN 3-421-06396-6)
- Die Reise nach Pommern in Bildern Gütersloh, 1987 (ISBN 3-426-03997-4)
- Die Rheinreise
- Rheinsberg
- Die Stunde der Frauen (1988), (ISBN 3-421-06251-X)
- Vom lohnenden Leben
- Die Deutschen in ihrem Jahrhundert (1990)
- Bismarck. Vom Verrat der Denkmäler, Göttingen 1991 (ISBN 3-88243-175-X)
- Unser Kaiser. Glanz und Elend der Monarchie, München 1996
- Über die Deutschen
- Porträts berühmter deutscher Männer – Von Martin Luther bis zur Gegenwart, München 2001 (ISBN 3-548-60447-1)
- Der große Traum von Bildung – Auf den Spuren der großen Entdeckungsreisenden James Cook und Georg Forster. List Verlag, München 2003 (ISBN 3-471-79467-0)